# Calvisson
 Calvisson  es una población y comuna francesa, situada en la región de Occitania, departamento de Gard, en el distrito de Nimes y cantón de Sommières.

## Demografía
| 1792 | 1802 | 1793 | 2088 | 2725 | 3597 |
| Para los censos de 1962 a 1999 la población legal corresponde a la población sin duplicidades (Fuente: INSEE [Consultar]) |      |      |      |      |      |